# 64e méridien ouest
En géographie, le 64e méridien ouest est le méridien joignant les points de la surface de la Terre dont la longitude est égale à 64° ouest.

## Géographie

### Dimensions
Comme tous les autres méridiens, la longueur du 64e méridien correspond à une demi-circonférence terrestre, soit 20 003,932 km. Au niveau de l'équateur, il est distant du méridien de Greenwich de 7 124 km,.
Avec le 116e méridien est, il forme un grand cercle passant par les pôles géographiques terrestres.

### Régions traversées
En commençant par le pôle Nord et descendant vers le sud au pôle Sud, Le 64e méridien ouest passe par:
| Coordonnées          | Pays, territoire ou mer | Notes |
| -------------------- | ----------------------- | --- |
| 90° 00′ N, 64° 00′ O | Océan Arctique          | |
| 83° 20′ N, 64° 00′ O | Mer de Lincoln          | |
| 82° 50′ N, 64° 00′ O | Canada                  | Nunavut, Île d'Ellesmere |
| 81° 47′ N, 64° 00′ O | Détroit de Nares        | |
| 81° 02′ N, 64° 00′ O | Groenland               | Péninsule de Daugaard-Jensen (en) |
| 76° 06′ N, 64° 00′ O | Baie de Baffin          | |
| 70° 00′ N, 64° 00′ O | Détroit de Davis        | |
| 67° 34′ N, 64° 00′ O | Canada                  | Nunavut — Qikiqtarjuaq et l'Île de Baffin |
| 65° 02′ N, 64° 00′ O | Détroit de Davis        | |
| 63° 41′ N, 64° 00′ O | Canada                  | Nunavut — Lemieux Islands |
| 63° 34′ N, 64° 00′ O | Détroit de Davis        | |
| 60° 00′ N, 64° 00′ O | Océan Atlantique        | Mer du Labrador |
| 59° 46′ N, 64° 00′ O | Canada                  | Terre-Neuve-et-Labrador — Labrador Québec — à partir de 58° 50′ N, 64° 00′ O Terre-Neuve-et-Labrador — Labrador, à partir de 58° 41′ N, 64° 00′ O Québec — à partir de 58° 31′ N, 63° 00′ O Terre-Neuve-et-Labrador — Labrador, à partir de 58° 26′ N, 64° 00′ O Québec — à partir de 57° 49′ N, 63° 00′ O Terre-Neuve-et-Labrador — Labrador, à partir de 56° 52′ N, 64° 00′ O Québec — à partir de 56° 35′ N, 63° 00′ O Terre-Neuve-et-Labrador — Labrador, à partir de 56° 25′ N, 64° 00′ O Québec — à partir de 56° 16′ N, 63° 00′ O Terre-Neuve-et-Labrador — Labrador, à partir de 56° 10′ N, 64° 00′ O Québec — à partir de 56° 04′ N, 63° 00′ O Terre-Neuve-et-Labrador — Labrador, à partir de 34° 36′ N, 64° 00′ O Québec — à partir de 52° 44′ N, 63° 00′ O Terre-Neuve-et-Labrador — Labrador, à partir de 52° 34′ N, 64° 00′ O Québec — à partir de 52° 22′ N, 63° 00′ O |
| 50° 16′ N, 64° 00′ O | Golfe du Saint-Laurent  | Détroit Jacques Cartier |
| 49° 55′ N, 64° 00′ O | Canada                  | Québec — Île d'Anticosti |
| 49° 42′ N, 64° 00′ O | Golfe du Saint-Laurent  | |
| 47° 03′ N, 64° 00′ O | Canada                  | Île-du-Prince-Édouard |
| 46° 23′ N, 64° 00′ O | Golfe du Saint-Laurent  | Détroit de Northumberland |
| 46° 11′ N, 64° 00′ O | Canada                  | New Brunswick Nouvelle-Écosse — à partir de 46° 00′ N, 63° 00′ O |
| 44° 39′ N, 64° 00′ O | Océan Atlantique        | |
| 18° 30′ N, 64° 00′ O | Mer des Caraïbes        | Passe juste à l'ouest de Isla de Aves — revendiquée par le Dominique et le Venezuela (à 15° 43′ N, 63° 48′ O) |
| 11° 04′ N, 64° 00′ O | Venezuela               | Île Margarita et le continent |
| 3° 53′ N, 64° 00′ O  | Brésil                  | Roraima |
| 2° 29′ N, 64° 00′ O  | Venezuela               | |
| 1° 58′ N, 64° 00′ O  | Brésil                  | Amazonie Rondônia — à partir de 8° 41′ S, 63° 00′ O |
| 12° 32′ S, 64° 00′ O | Bolivie                 | |
| 22° 09′ S, 64° 00′ O | Argentine               | |
| 41° 04′ S, 64° 00′ O | Océan Atlantique        | Golfe San Matías |
| 42° 08′ S, 64° 00′ O | Argentine               | Péninsule Valdés |
| 42° 52′ S, 64° 00′ O | Océan Atlantique        | |
| 54° 43′ S, 64° 00′ O | Argentine               | Île des États |
| 54° 46′ S, 64° 00′ O | Océan Atlantique        | |
| 60° 00′ S, 64° 00′ O | Océan Austral           | |
| 64° 31′ S, 64° 00′ O | Antarctique             | Île Anvers — Liste des territoires revendiqués par l' Argentine, le Chili et le Royaume-Uni |
| 64° 45′ S, 64° 00′ O | Océan Austral           | |
| 65° 04′ S, 64° 00′ O | Antarctique             | Liste des territoires revendiqués par l' Argentine, le Chili et le Royaume-Uni |